# Someshwar
Someshwar é uma vila no distrito de Dakshina Kannada, no estado indiano de Karnataka.

## Geografia
Someshwar está localizada a 13° 30′ N, 75° 04′ L. Tem uma altitude média de 338 metros (1108 pés).

## Demografia
Segundo o censo de 2001, Someshwar tinha uma população de 20 098 habitantes. Os indivíduos do sexo masculino constituem 50% da população e os do sexo feminino 50%. Someshwar tem uma taxa de literacia de 81%, superior à média nacional de 59,5%: a literacia no sexo masculino é de 85% e no sexo feminino é de 77%. Em Someshwar, 11% da população está abaixo dos 6 anos de idade.